# Gary Thompson
Gary Thompson (1935) è un ex cestista, allenatore di pallacanestro e giocatore di baseball statunitense.

## Carriera
Venne scelto al quinto giro del Draft NBA 1957 con la 19ª scelta assoluta, ma non giocò mai nella NBA, preferendo giocare nella AAU con i Phillips 66ers.
Nel 1959 venne convocato per i Giochi Panamericani di Chicago, dove vinse la medaglia d'oro, disputando 6 partite con 7,2 punti di media.
Alla fine della carriera lavorò nel settore petrolifero, fondando la Gary Thompson Oil Company. Per 34 anni commentò inoltre le partite NCAA per la NBC e per la CBS.

## Palmarès
- NCAA AP All-America First Team (1957)